# Sachem

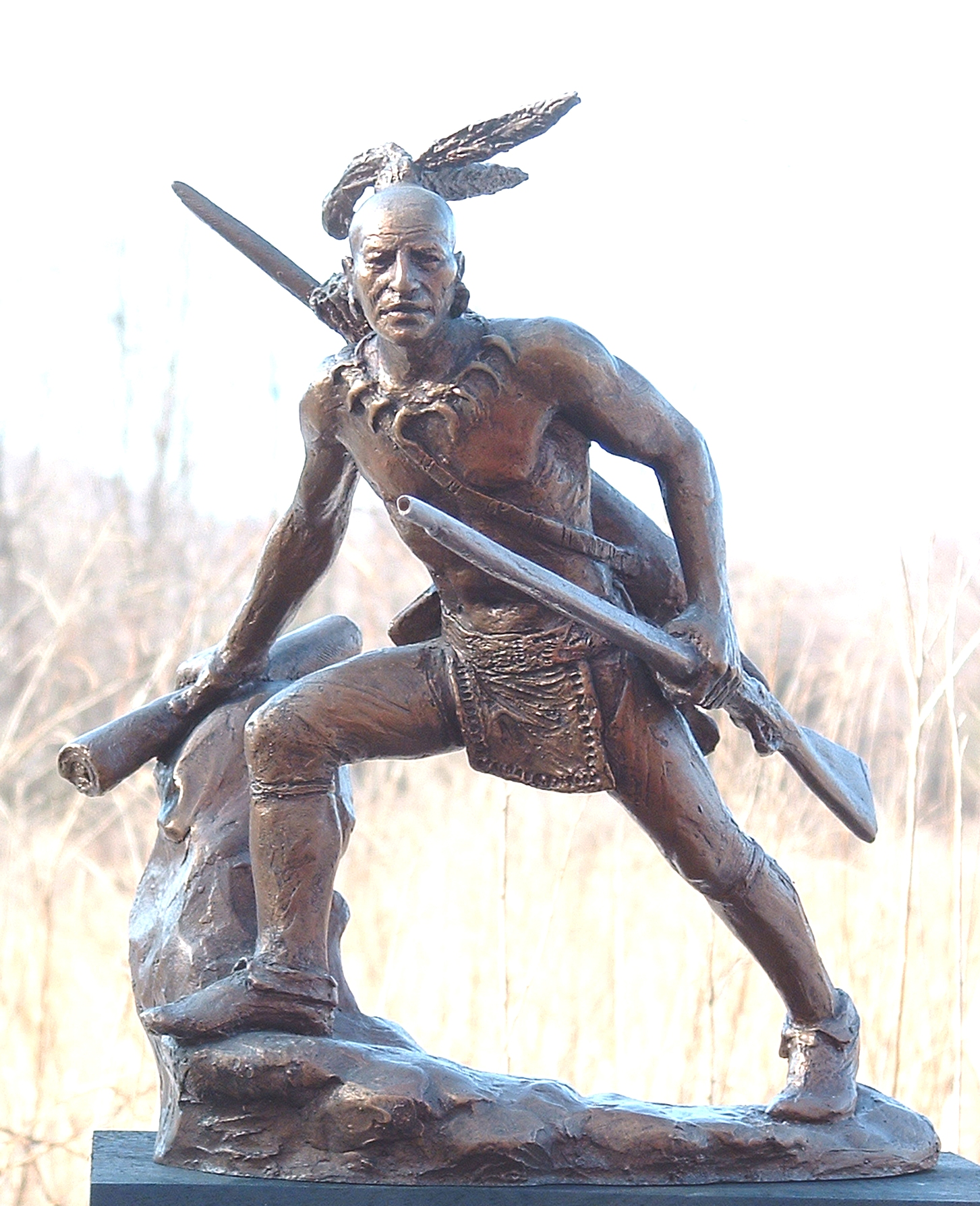
Statue von Daniel Nimham, letzter Sachem der Wappinger

Sachem (Narragansett sachim) bezeichnet bei den algonkinsprachigen Indigenen Neuenglands den Anführer einer Dorfgemeinschaft oder auch „Häuptling“, wie ihn jede größere indianische Siedlung der Region hatte. Ins Englische und später auch ins Deutsche übernommen, wurde die Bezeichnung zudem auf die Irokesen übertragen, obwohl sie in deren Sprachen nicht üblich ist. Bei den nördlicheren Algonkin-Stämmen der Atlantikküste wurde diese Funktion als Sagamore bezeichnet.

## Wortstamm in den Algonkin-Sprachen
Laut John Smith, der Neuengland 1614 bereiste, nannten die Massachusett ihre „Könige“ in der Massachusett-Sprache sachem, während die Penobscot im heutigen Maine den Ausdruck sagamos verwendeten (daher englisch sagamore).
Innerhalb der Algonkin-Sprachen gibt es für den Ausdruck folgende Wortgleichungen:
| Zweig                     | Sprache                | Wort                           |
| ------------------------- | ---------------------- | ------------------------------ |
| Ost-Algonkin-Sprachen     | Ur-Ost-Algonkin        | *sākimāw                       |
| Ost-Algonkin-Sprachen     | Unami-Lenape           | sakima (älter: sakimaw)        |
| Ost-Algonkin-Sprachen     | Narragansett           | sâchim (daraus engl. sachem)   |
| Ost-Algonkin-Sprachen     | Ost-Abnaki             | sakəma (daraus engl. sagamore) |
| Ost-Algonkin-Sprachen     | Malecite-Passamaquoddy | sakom                          |
| Ost-Algonkin-Sprachen     | West-Abnaki            | sôgmô                          |
| Zentral-Algonkin-Sprachen | Ur-Zentral-Algonkin    | *hākimāw                       |
| Zentral-Algonkin-Sprachen | Anishinaabe            | ogimaa                         |
| Zentral-Algonkin-Sprachen | Algonkin               | ogimà                          |
| Zentral-Algonkin-Sprachen | Ottawa                 | gimaa                          |
| Zentral-Algonkin-Sprachen | Potawatomi             | wgema                          |
| Zentral-Algonkin-Sprachen | Nordost-Cree           | uchimaa                        |
| Zentral-Algonkin-Sprachen | Südost-Cree            | uchimaa                        |
| Zentral-Algonkin-Sprachen | Naskapi                | iiyuuchimaaw                   |

## Sachem als Friedensvorsteher bei den Irokesen
Friedrich Engels unterschied in seiner Abhandlung über die „Irokesische Gens“ zwischen dem Sachem (Friedensvorsteher) und Häuptling (Kriegsanführer). Er wurde von Frauen und Männern aus derselben Gens gewählt, wobei die Familienzugehörigkeit der mütterlichen Linie folgte. Der Sachem hatte lediglich moralische Autorität und keine Zwangsmittel. Im Rat des Irokesenbundes saßen insgesamt 50 Sachems aus den einzelnen Stämmen zusammen.

## Beispiele
Bekannte Beispiele für Sachems sind Massasoit, sein Sohn Metacomet und Mahomet Weyonomon vom Stamme der Mohegan, der 1735 nach London reiste, um bei König Georg II. eine gerechtere Behandlung seines Volkes zu beantragen, da ihre Länder von englischen Siedlern überrannt würden. Weitere Sachems sind Madockawando, Uncas und Wyandanch.
Die Brotherhood of North American Indians und die Society of St. Tammany in New York City nannten ihre Vorsitzenden Great Sachem.